# Danmarks Museum for Lystsejlads
Danmarks Museum for Lystsejlads er et maritimt museum i Svendborg, som formidler maritim kulturarv og historie om lystsejlads i Danmark. Museet er en selvejende, ikke offentligt støttet institution, som formidler mere end 150 års historie om lystsejlads og sejlsport i Danmark. Det er Nordens største af sin art, og rummer bl.a. udstillingsbåde, tegninger, modeller og historiske effekter. Museet har til huse i en nedlagt værftshal på Frederiksøen, på Svendborg Havn. Hallen er indrettet med en udstilling, aktiviteter, café, loungeområde, museets eget bibliotek, aktiviteter for børn som f.eks. skattejagt og et arbejdende værksted, hvor der løbende restaureres både af frivillige.

## Historie
Det var sejlsportsmanden, og forfatter til mere en 30 bøger om sejlsport, Bent Aarre der sammen med klubben ”Piraterne” tilbage i 1990 tog initiativ til at starte foreningen bag museet. Åbningen foregik den 6. Juni 1996, hvor museet blev åbnet af Dronning Margrethe og Prins Henrik i Søndre Længe foran Valdemars Slot på Tåsinge. Dér lå det indtil 2015, hvor museet flyttede ind i en nedlagt værftshal på Frederiksøen i Svendborg. Åbningen af det nye museum var i maj 2016.

## Udstilling
I museet er ca. 40 fartøjer udstillet, deriblandt små joller, klassiske kajakker, Starbåden Leise, Danmarks mindste spidsgatter Bette Ole på blot 4 meter og Stormy II som Svend Billesbølle sejlede jorden rundt i mellem 1988 og 1995. Derudover er der effekter som Paul Elvstrøms stopur, fra dengang han vandt sit første OL og verdens første sammensatte toplanterne.
Museet har flere sejlende både. Nogle ligger ved Sejlskibsbroen i Svendborg Havn, mens museets flagskib Runa er hjemmehørende i Skovshoved.